# Vincent Figgins
Vincent Figgins (1766-1844), nacido en Peckham, Inglaterra, fue un grabador de punzones y diseñador de tipos británico. Comenzó su carrera como aprendiz de Joseph Jackson a partir de 1782 hasta la muerte de Jackson en 1792.

## Empresa diseñadora de tipos
Se esperaba que Figgins tomara la dirección de la empresa diseñadora de tipos de Jackson, pero debido a sus limitaciones económicas no pudo permitírselo. La empresa fue entonces comprada por William Caslon III. John Nichols, un amigo cercano de Jackson, animó a Figgins a abrir su propia empresa diseñadora de tipos. Nichols había presenciado el trabajo y el talento de Figgins en numerosas ocasiones. Figgins siguió su consejo, y la compra de la empresa de Caslon no lo desalentó. El mismo año, fue capaz de abrir su propia empresa diseñadora de tipos. Más tarde en su carrera, después de haber alcanzado el éxito, escribió a Nichols para agradecer su generosidad durante sus comienzos.

I am greatly obliged to you for the very flattering mention of my name, but you have not done yourself the justice to record your own kindness to me: that, on Mr. Jackson's death, finding I had not the means to purchase the foundry, you encouraged me to make a beginning. You gave me large orders and assisted me with the means of executing them; and during a long and difficult struggle in pecuniary matters for fifteen years, you, my dear Sir, never refused me your assistance, without which I must have given it up. Do mention this—that, as the first Mr. Bowyer was the means of establishing Mr. Caslon—his son, Mr. Jackson—it may be known that Vincent Figgins owes his prosperity to Mr. Bowyer's successor.
Le estoy muy agradecido por la muy halagadora mención de mi nombre, pero usted no se ha hecho la justicia a usted mismo de mencionar su propia amabilidad hacia mí: cuando, tras la muerte del señor Jackson, al constatar que no tenía los medios para comprar la empresa diseñadora de tipos, me animaste a crear un nuevo comienzo. Usted me pidió grandes encargos y me asistió con los medios para llevarlos a cabo; y durante una larga y difícil lucha debido a asuntos pecuniarios durante quince años, usted, mi querido señor, nunca me rechazó su ayuda, sin la cual me hubiera rendido. Hagamos mención de esto: mientras que el Sr. Bowyer el primero fue al vía por la cual se nombró al Sr. Caslon, su hijo, como el nuevo señor Jackson, se puede saber que Vincent Figgins debe su prosperidad al sucesor del señor Bowyer.
 Vincent Figgins

Vincent Figgins dirigió su empresa diseñadora de tipos hasta 1836, cuando se jubiló. Legó su empresa a sus dos hijos, Vincent y James. Ambos conocieron el mismo éxito que su padre. Publicaron su primer espécimen tipográfico en 1838. Después de la muerte del hijo primogénito, Vincent II, en 1860, la dirección de la empresa fue continuada por su hermano James. La empresa familiar revivió una vez más. Tras la muerte de James, la empresa fue tomada por su hijo James II. Su sede se desplazó a la dirección 3-7 de Ray Street, Clerkenwell, en 1865. El edificio todavía conserva sus rejas de hierro forjado, decoradas con el monograma VJF. En 1868, James II fue elegido como parlamentario, y se retiró del negocio.

## Carrera

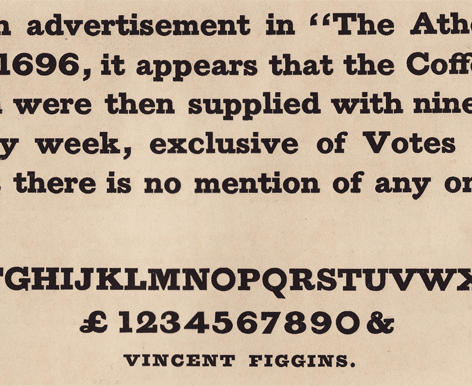
Tipo de letra Antique, por Vincent Figgins

Su primer encargo importante fue el de crear un libro facsímil para la Biblia de Macklin. Bensley, el impresor de la Biblia de Macklin (cuyos tipos móviles de metal habían sido tallados originalmente por Jackson) había decidido renovar sus tipos de letra y hacer que correspondiesen con los del original. En lugar de acudir a Caslon, que todavía poseía las matrices de Jackson, Bensley le encomendó la tarea a Figgins. Figgings luego trabajó en un encargo similar para finalizar el tipo de letra de Doble Pica en la edición de Robert Bowyer del libro The History of England (La historia de Inglaterra) de  David Hume. Este trabajo había ocupado a Jackson justo antes de su muerte. En 1793 publicó su primer espécimen tipográfico, que incluía un tipo de letra inglés de largo cuerpo. Este libro consistía en cinco páginas, y fue impreso por Bensley.
Figgins continuó su labor produciendo cierto número de tipos de letra de estilo romano antiguo para impresores ingleses y escoceses. Ha sido reconocido como el diseñador del primer tipo de letra con gracias rectas o egipcio, que publicó bajo el nombre de Antique (antigua) en 1815, y que sirvió de base para el tipo de letra Egiziano Black (distribuido por Monotype).
El primer tipo de letra de gracias rectas fue un escándalo para el público. Éste había sido diseñado ex nihilo sin usar ninguna referencia histórica. Sin embargo, no le desagradó a todo el mundo. Las respuestas variaron entre su calificación como la innovación tipográfica más brillante del siglo XIX y su denigración como monstruosidad tipográfica. Figgins también diseñó un cierto número de tipos de letra sin gracias. De hecho, a él se debe el término "sans-serif", al crear un tipo de letra sin gracias que había llamado sans serif.
Su tipo de letra más influyente fue Mono-type Ionic, creado en 1821, que fue utilizado extensamente para componer cuerpos de texto en la industria de la prensa. También sirvió como modelo para el diseño de muchos tipos de letra utilizados en los periódicos durante el siglo XX.